# José de Barros Lima
José de Barros Lima, o Leão Coroado (Recife, 1764 — Recife, 10 de julho de 1817), foi um militar e revolucionário brasileiro.
Sua reação à voz de prisão do comandante português Barbosa de Castro, matando-o com golpes de espada, foi o estopim da Revolução Pernambucana.
Condenado à morte pelo crime de lesa-majestade, o capitão José de Barros Lima foi enforcado, teve a cabeça decepada, as mãos cortadas e o corpo amarrado a dois cavalos e arrastado pelas ruas do Recife.

## Biografia
José de Barros Lima nasceu na Capitania de Pernambuco, em área do atual município de São Lourenço da Mata, então pertencente ao Recife, no ano de 1764. Quando jovem, adentrou na carreira militar mas logo pediu baixa e foi nomeado diretor da aldeia de índios de Limoeiro, cargo que exerceu entre 1794 e 1796. Voltou ao Exército, lotado no Regimento de Artilharia, após cursar matemática em Lisboa. Foi promovido a capitão por patente de 12 de abril de 1813. A denominação "Leão Coroado" lhe foi dada devido a sua intrepidez e bravura e à calvície em forma de coroa com longos cabelos nos lados que ostentava.
Em 1817, o Leão Coroado aderiu à Revolução Pernambucana. Os revolucionários planejavam revoltar-se no período da Páscoa, mas o governador Caetano Pinto de Miranda Montenegro, conhecendo os nomes que encabeçavam a revolução, resolveu convocar uma reunião com os comandantes da tropa para decidir sobre o destino dos conspiradores. No dia 6 de março, por volta das 11 horas da manhã, o governador tendo sido avisado que um motim estava para acontecer, ordenou a prisão imediata de Domingos José Martins, do Padre João Ribeiro e de Cruz Cabugá. No Forte das Cinco Pontas, após as prisões, ocorreu um levante dos próprios militares envolvidos com a revolução dentro do quartel. Os oficiais revolucionários não se subordinaram às ordens do governador, e o capitão José de Barros Lima reagiu à voz de prisão do comandante do regimento Barbosa de Castro matando-o com golpes de espada. Estava iniciada a insurreição.
Com o fim do movimento, José de Barros Lima foi condenado à morte por crime de lesa-majestade, subindo ao patíbulo no Recife em 10 de julho de 1817. Enforcado, teve o seu corpo morto esquartejado: o tronco foi arrastado a cauda de cavalos pelas ruas recifenses até o cemitério; suas mãos foram expostas no quartel do regimento; e sua cabeça foi exposta em Olinda.
Os colaterais do Leão Coroado, tiveram que se esconder durante quase uma década, tendo boa parte deles, migrado para o Estado do Alagoas. Um exemplo é a cidade de Quebrangulo - AL, local onde existe um reduto de convivência de parentes do Sr. José de Barros Lima, tendo inclusive ruas com nomes de seus parentes.